# Лудяна (село)

Центр села. Спасо-Преображенская церковь

Лудяна — село в Нолинском районе Кировской области, а также центр Лудянского сельского поселения.

## География
Село расположено в пойменной низменности рек Лудяна, Сардан и Удерь, а также на соседних возвышенностях. Расстояние до районного центра Нолинск — 23 км (по автодороге 27 км), до областного центра Киров — 95 км (по автодороге — 167 км).

## Название
Исторически сложилось так, что село имело двойное название. Связано это с тем, что в 5 км находится село со схожим названием (село Лудяна-Ясашинская). Первоначально у села было название Лудяна Монастырская. Первая часть названия от протекающей рядом реки Лудяна, от марийского «лудаю» — «луговая река». Вторая часть названия отражает историю села. После Манифеста о секуляризации бывшие монастырские земли управлялись Коллегией экономии и крестьяне были объявлены «экономическими». В результате село стало называться Лудяна-Экономическая. Хотя с 1970-гг село именуется просто Лудяна, жителями села и жителями всего Нолинского района до сих пор широко используется историческое название. Также используется неофициально название Лудяна Большая (а Лудяна-Ясашинская, соответственно, как Малая).
Постановлением Нолинского уисполкома от 14 января 1919 года село Лудяно-Экономическое было переименовано в Троцкое.

## История
До появления русских в этих местах проживало немногочисленное марийское население, следы пребывания марийцев отобразилось в местной топонимике. С 16-17 веков начинается активное заселение русскими, чему весьма способствовала колонизационная политика Вятского Успенского Трифонового монастыря, которому в 1595 году по грамоте Фёдора I перешло во владение местная земля. Формирование русского заселения происходило путём раздачи земли духовным лицам и перевод крестьян на пустующие земли из северных исконно русских вятских уездов — Слободского, Орловского и др. А также в результате вольных крестьянских миграции, поставлявшие немалое количество переселенцев из Казанского уезда. В 1665 году вольные крестьяне Агафон Буйский и Никифор Редькин (Микифорка Реткин) на река Лудяна построили бревенчатый храм, получившие за это в 1666 году от казанских воевод грамоту на владение землёй. Это можно считать началом основания села. Началась многолетняя тяжба с Вятским Трифоновым монастырём, в результате которой Лудяна в 1669 году перешла в состав Казанского уезда. С 1796 г. в составе Нолинского уезда Вятской губернии. Через село проходил коммерческий тракт из Нолинска в города Орлов и Яранск.

## Население
| 2010 |
| ---- |
| 251  |

## Экономика
До начала 21 века основной отраслью местной экономики было сельское хозяйство. В настоящее время экономически активное население занимается лесозаготовкой и первичной переработкой древесины. В селе находится несколько мелких пилорам.
 Действуют социально-культурные объекты: школа, библиотека, Дом культуры, отделение почты, а также предприятия розничной торговли.

## Достопримечательности
В центре села находится заброшенное здание Спасо-Преображенской церкви, построенная в 1808 году, которая является объектом историко-культурного наследия Кировской области.